# Leptocera microarista
Leptocera microarista är en tvåvingeart som beskrevs av Papp 1973. Leptocera microarista ingår i släktet Leptocera och familjen hoppflugor. Inga underarter finns listade i Catalogue of Life.